# Un briciolo di fortuna
Un briciolo di fortuna (A smile of fortune: harbour story) è un racconto dello scrittore Joseph Conrad, la cui stesura iniziò nel 1910. La prima edizione fu pubblicata nel febbraio del 1911 sul London Magazine, prima di essere incluso nella raccolta Racconti di mare e di costa o anche sotto il titolo Fra terra e mare (Twixt land and sea tales) nel 1912, insieme a Il compagno segreto e Freya delle sette isole; la traduzione italiana risale invece al 1946 e fu pubblicata da Giulio Einaudi Editore con il titolo "Un briciolo di fortuna, racconto di porto" e la traduzione di Piero Jahier. Il racconto è stato pubblicato anche con il titolo: Un colpo di fortuna.
Il racconto deriva dal periodo di maturità dello scrittore e narra la vicenda di un giovane novello capitano di mare che si trova di fronte a un enigmatico dilemma etico. Il narratore in prima persona è uno scapolo ben saldo nelle proprie idee, che crede fermamente nelle proprie convinzioni, per un approccio filosofico alla vita, ma Conrad lo rende abilmente vulnerabile alle doppiezze della vita e delle persone più esperte che lo circondano. Tentato su due fronti, il pecunario e l'erotico, il novello capitano finirà per perdersi nelle sue certezze morali e intellettuali e abbandonare il comando rientrando in patria.
Nel 1888 fece scalo a Port Louis alle isole Mauritius il veliero battente bandiera australiana Otago, al cui comando vi era un capitano che sarebbe passato alla storia della letteratura. Secondo la biografia di Jocely Baines del 1960, Conrad rimase nell’isola per circa due mesi, non riuscendo a trovare un numero di sacchi sufficiente a contenere il suo carico di zucchero; durante questo periodo frequentò la casa di un funzionario (certo Schmidt), corteggiando la sorella di sua moglie, Eugénie, che era però già fidanzata. Rivolse allora le sue attenzioni a una certa Alice che viveva con il padre (uno stivatore) in una casa con un giardino (un roseto). Secondo Baines il racconto A smile of fortune ha un'indubbia matrice autobiografica. Questa esperienza e le persone incontrate, furono infatti lo spunto per il racconto e i personaggi, a questi liberamente ispirati

## Trama
Un giovane capitano di mare, su incarico degli armatori del veliero, giunge dopo sessanta giorni di navigazione nel piccolo porto di un'isola dell'Oceano Indiano (la Perla dell'Oceano) per commerciare zucchero di cui l'isola è ricca di piantagioni. Immediatamente, viene raggiunto a bordo da un venditore di provviste di navi di nome Jacobus che cerca di guadagnarsi la fiducia del giovane. Tale Jacobus era stato, di fatto, raccomandato al capitano dagli armatori della nave, ma questi confessa di non essere il destinatario di tali referenze, che erano indirizzate invece a suo fratello minore Ernest, mentre lui è Alfred.
Il capitano apprende poi dal suo primo ufficiale Burns, che Alfred (il biondo) è un emarginato, socialmente poco raccomandabile (sposato con una donna dalla quale aveva avuto una figlia, donna che aveva abbandonato per fuggire insieme ad una "cavallerizza" di un circo girovago che era approdato nell'isola, di cui si era follemente innamorato. La moglie nel frattempo era poi morta e lui, dopo un passato burrascoso con la cavallerizza, era tornato nell'isola con la figlia Alice avuta da questa), mentre il fratello Ernest (il bruno), scapolo mai sposato, è ricco e rispettato. I due fratelli apparentemente non si parlano da quasi venti anni.
Il capitano si reca quindi da Ernest, ma con viva sorpresa scopre che questi, in un ufficio lurido e fatiscente, è un uomo arrogante, violento e minaccioso (il contrario di Alfred bonario, gentile e amichevole). I due hanno un alterco e il capitano, offeso dal comportamento dell'uomo, se ne va sbattendo la porta. Nel frattempo Alfred sta manipolando l'ingenuo capitano per fare affari con lui, e lo attira nella sua casa in modo che possano parlare in privato. Qui il giovane incontra la figlia diciottenne Alice. La ragazza vive emarginata, quasi segregata, senza avere contatti con alcuno se non con la vecchia scontrosa zia e il padre, questo perché è ritenuta dai benpensanti dell'isola, il risultato di uno scandalo.
Anche se la ragazza ignora il capitano e gli si rivolge scortesemente, egli ne rimane affascinato e ogni giorno torna nella casa (una amena villetta con un delizioso giardino) per incontrarla:
I giorni trascorrono e arriva il momento che la nave, imbarcato il carico, debba salpare e durante un'ultima visita nella casa di Jacobus il capitano, non resistendo più alla tentazione, afferra Alice a la bacia ripetutamente. Lei in un primo momento non gli resiste, ma poi lo respinge fuggendo via nella sua camera. Alfred, che era giunto in quel momento e che presumibilmente aveva assistito alla scena (ma di questo Conrad non fornisce alcuna conferma, lasciando al lettore la libertà di interpretazione), entra e raccoglie la scarpetta che Alice ha lasciato cadere nella sua fretta. 
In quello che sembra essere un velato ricatto, Alfred consiglia al capitano di comprare da lui un grosso carico di patate (affare che aveva sempre tentato invano di proporgli). Messo alle strette, il capitano acconsente per evitare uno scandalo, pagando la fattura con tutti i suoi averi e rendendosi conto di essere ormai malvisto dalle persone dell'isola e dai funzionari dell'ufficio commerciale e della difficoltà di reperire i 1.400 sacchi da un quarto di cui aveva bisogno per poter stivare lo zucchero, che nessuno sembra voglia vendergli. Il giovane, deluso e scoraggiato, accomiatandosi per l'ultima volta dalla ragazza, comprende anche che la passione per questa è svanita e, salpa con la sua nave.
Inaspettatamente, quello che sembrava un cattivo investimento, si rivela invece un affare, approdati infatti a Port Philip Heads (una grande baia nella Vittoria del Sud, in Australia), il capitano apprende che nella località si era sofferto un lungo periodo di siccità che aveva irrimediabilmente danneggiato i raccolti, riesce così a vendere il carico di patate per circa il triplo del prezzo originariamente pagato. Nel frattempo arriva una lettera dagli armatori della nave, i quali soddisfatti dei buoni affari effettuati, invitano il capitano a tornare nell'isola per fare ulteriori scambi con il "nostro buon amico Jacobus". 
Ma il capitano, depresso e sconvolto dai suoi ricordi, consumato dall'auto-disgusto per i rapporti avuti con la famiglia Jacobus, in particolare ricordando Alice, promette a se stesso di non tornare mai più:
alla fine abbandona la nave, lasciando il comando con l'intenzione di tornare in patria.

## Personaggi
- Il capitano (narratore in prima persona)
- Burns, il primo ufficiale di bordo
- L'ufficiale in seconda
- Il Nostromo (un mulatto)
- Il sig. Jacobus (Alfred il biondo)
- Jacobus Ernest (il bruno)
- Il vecchio capitano dell'Hilda
- Il capitano H. della Stella
- Il capo ufficio della società commerciale di stanza nell'isola
- Il giovane mulatto garzone di Jacobus Ernest (e forse, dalla viva somiglianza, suo figlio)
- L'amico/conoscente S. del capitano e il fratello maggiore (appartenenti a vecchia famiglia francese)
- Il dottore (marito della prima figlia di Alfred)
- La vecchia parente governante di Alfred, zia di Alice
- Alice, la giovane figlia di Alfred

## I temi del racconto
In questo racconto vengono riproposti i temi fondamentali dei racconti e dei romanzi di Conrad: la solitudine e l'isolamento morale e materiale di un bianco, orgoglioso della superiorità della sua razza, che si abbassa per motivi di interesse, o in questo caso di attrazione fisica, a sposare o corteggiare una meticcia o indigena, e per questo a perdere la stima e la reputazione dei suoi simili: "il silenzio di condanna che circonda un reietto espulso dalla sua razza" . Questo è il caso di Peter Willems con Aissa (Un reietto delle isole), o di Jim con Gioiello (Lord Jim), o di Almayer con la moglie meticcia-malese (La follia di Almayer). In pratica la figura patetica di un bianco che si lascia cullare da sogni di grandezza e di avventura e rimane alla fine tradito e deluso dagli interessi e dagli affetti, se non portato a tradire o disertare egli stesso i suoi ideali, una costante della narrativa conradiana : "chi è caduto in basso, cadrà sempre più in basso".

## Curiosità
- Burns è anche il primo ufficiale di bordo nel romanzo La linea d'ombra